# Poem – Ich setzte den Fuß in die Luft und sie trug
Poem – Ich setzte den Fuß in die Luft und sie trug ist ein Filmdrama von Regisseur Ralf Schmerberg aus dem Jahr 2003. Der Film ist eine Zusammenstellung von 19 unterschiedlich interpretierten und verfilmten Gedichten. Der Titel entstammt dem Motto von Hilde Domins erstem Gedichtband Nur eine Rose als Stütze.
Die Gedichte nach ihrer Reihenfolge im Film:
„Alles“ von Antonia Keinz 

Kamera: Ralf Schmerberg 

Darstellerin: Carmen Birk
„Ich weiß von solchen…“ von Hermann Hesse 

Kamera: Ralf Schmerberg 

Sprecher: Lars Rudolph
„Mörder“ von Claire Goll

Kamera: Franz Lustig

Sprecherin: Isabel Tuengerthal
„glauben und gestehen“ von Ernst Jandl

Kamera: Neelesha Bartel, Tom Henze, Ralf Schmerberg

Sprecher: Herbert Fritsch
„Ich kann dir die Welt nicht zu Füßen legen“ von Heiner Müller

Kamera: Darius Khondji

Sprecher: Richy Müller
„Gesang der Geister“ von Johann Wolfgang von Goethe

Kamera: Robby Müller

Darstellerin: Luise Rainer
„Der Sturm“ von Selma Meerbaum-Eisinger

Kamera: Ana Davila, Ralf Schmerberg mit Greta Davila-Schmerberg

Sprecherin: Claudia Geisler
„Sozusagen grundlos vergnügt“ von Mascha Kaléko

Kamera: Franz Lustig

Darstellerin: Meret Becker
„Nach grauen Tagen“ von Ingeborg Bachmann

Kamera: Robby Müller

Darsteller: Jürgen Vogel, Anna Böttcher
„Aus!“ von Kurt Tucholsky

Kamera: Jörg Schmidt-Reitwein

Darsteller: John und Larry Gassman

Sprecherin: Hannelore Elsner
„Kleines Solo“ von Erich Kästner

Kamera: Jörg Schmidt-Reitwein

Sprecherin: Anna Thalbach
„Sophie“ von Hans Arp

Kamera: Franz Lustig

Darsteller: Herman van Veen
„An den Ritter aus Gold“ von Else Lasker-Schüler

Kamera: Jörg Schmidt-Reitwein

Darstellerin: Marcia Haydée
„Morgenlied“ von Georg Trakl

Kamera: Ali Gözkaya

Darsteller: David Bennent
„Der Schiffbrüchige“ von Heinrich Heine

Kamera: Robby Müller

Darsteller: Klaus Maria Brandauer
„Tenebrae“ von Paul Celan

Kamera: Jo Molitoris, Ralf Schmerberg

Sprecher: Paul Celan
„Siehe, ich wußte es sind…“ von Rainer Maria Rilke

Kamera: Jörg Schmidt-Reitwein

Sprecher: Manfred Steffen
„Der Falter“ von Isabel Tuengerthal

Kamera: Ali Gözkaya

Sprecherin: Elena Schmerberg Davila
„Ode an die Freude“ von Friedrich Schiller / Ludwig van Beethoven

Kamera: Nicola Peccorini, Jörg Schmidt-Reitwein, Daniel Gottschalk 

Darsteller: Anführer Frauenheer: Birgit Stein, Anführer Männerheer: „Smudo“ Michael B. Schmidt